# Алан Паркер
Алан Вільям Па́ркер (англ. Alan William Parker; 14 лютого 1944, Лондон — 31 липня 2020, там само) — британський кінорежисер, письменник, продюсер.

## Біографія
Алан Паркер народився 14 лютого 1944 у Айслінгтоні (Лондон, Велика Британія). Перед поверненням до кінематографу вважався одним з найталановитіших працівників у сфері реклами. У 1962 покинув школу, після чого почав працювати для рекламної агенції Коллета Дікінсона Пірса (Collet Dickinson Pearce ad agency) — разом з Девідом Патнемом, Чарльзом Саатчі й Аланом Маршаллом. В цей час він розпочав режисерську роботу над власними сценаріями. У 1970 вийшла його перша робота — S.W.A.L.K. (Sealed with a loving kiss) (Помічений поцілунком кохання), яка на момент випуску отримала назву «Melody» (Мелодія). Продюсером стрічки був Девід Патнем, сам Паркер у ній виступив як сценарист. У цьому ж році Алан Паркер разом з Аланом Маршаллом заснував кінокомпанію Alan Parker Film Company. Після початку співпраці з Девідом Патнемом покинув агенцію, ставши режисером перед тим, як почав знімати повнометражні фільми. На початку 1970-х Алан Паркер написав сценарії для двох короткометражних фільмів — «Our Cissy» (Наша Сіссі) та «Footsteps» (Кроки), які вийшли у 1973, а також телевізійного фільму «No Hard Feelings» (Без важких відчуттів), який показує життя Лондона у часи Другої світової війни; також Паркер виступив як режисер цих кінострічок. Перший великий успіх прийшов до Паркера після кінострічки «The Evacuees» (Евакуйовані), у якій розповідається про двох єврейських хлопчиків, які намагалися евакуюватися з Лондона перед початком війни. За неї він отримав премію BAFTA як найкращий режисер. У 1976 вийшла кінострічка «Багсі Мелоун» (Bugsy Malone), у якій показано життя Чикаго 1920-х років. Успіх цієї стрічки відчинив режисерові двері у Голлівуд. Після цього вийшли фільми «Опівнічний експрес» (Midnight Express) (1978) — драма, що ілюструє життя американського громадянина, ув'язненого в Туреччині, та «The Wall» (Стіна) (1982) — кіноверсія альбому рок-гурту «Pink Floyd». У 2003 вийшла його остання кінострічка — «Життя Девіда Ґейла» (The Life of David Gale).

## Особисте життя
З 1966 по 1992 був одружений з Енні Інгліс (Annie Inglis), від якої має чотирьох дітей. Нині одружений з продюсеркою Лайзою Моран (Lisa Moran).

## Цікаві факти
- У 2002 Алан Паркер був посвячений у лицарі та нагороджений орденом Британської імперії. Нині він відомий як сер Алан Паркер.
- Є одним із засновників Гільдії режисерів Великої Британії, також викладав у школах кінематографії по всьому світу.
- Опублікував серію карикатур, присвячених кіноіндустрії, зокрема «Hares in the Gate» («Зайці у воротах») (1983)
- У 1991 був членом журі Каннського кінофестивалю.
- Є другом режисера Тоні Скотта та спонсором його кінострічки «Голодний» («The Hunger») (1983, продюсер — Річард Шепард).
- З 1981 пише анотації для журналістів у пресі.

## Нагороди
| Рік  | Нагорода                                                                         | Результат | Фільм                                                                   |
| ---- | -------------------------------------------------------------------------------- | --------- | ----------------------------------------------------------------------- |
| 1976 | Телевізійна премія BAFTA                                                         | Перемога  | The Evacuees (найкращий сценарій)                                       |
| 1976 | Пальмова гілка (приз Каннського кінофестивалю)                                   | Номінація | Bugsy Malone                                                            |
| 1977 | BAFTA                                                                            | Перемога  | Bugsy Malone (найкращий сценарій)                                       |
| 1977 | BAFTA                                                                            | Номінація | Bugsy Malone (найкраща режисерська робота)                              |
| 1978 | Пальмова гілка (приз Каннського кінофестивалю)                                   | Номінація | Midnight Express                                                        |
| 1979 | Оскар                                                                            | Номінація | Midnight Express (найкращий режисер)                                    |
| 1979 | BAFTA                                                                            | Перемога  | Midnight Express (найкраща режисерська робота)                          |
| 1979 | Приз Американської гільдії режисерів                                             | Номінація | Midnight Express (за видатні режисерські досягнення у кінематографі)    |
| 1979 | Золотий Глобус                                                                   | Номінація | Midnight Express (найкращий режисер, найкраща кінострічка)              |
| 1981 | BAFTA                                                                            | Номінація | Fame (найкраща режисерська робота)                                      |
| 1981 | Премія Сезар (Франція)                                                           | Номінація | Fame (найкращий іноземний фільм)                                        |
| 1982 | Приз Гільдії німецького артхауз кінематографу                                    | Перемога  | Fame (найкращий іноземний фільм)                                        |
| 1982 | Пальмова гілка (приз Каннського кінофестивалю)                                   | Номінація | Shoot the Moon                                                          |
| 1985 | Гран-прі журі Каннського кінофестивалю                                           | Перемога  | Birdy                                                                   |
| 1985 | Пальмова гілка (приз Каннського кінофестивалю)                                   | Номінація | Birdy                                                                   |
| 1987 | Премія Варшавського міжнародного кінофестивалю                                   | Перемога  | Birdy                                                                   |
| 1988 | Приз Національної колегії глядачів (США)                                         | Перемога  | Mississippi Burning (найкращий режисер)                                 |
| 1988 | Премія Сатурн (Приз Академії наукових фільмів, фантастики та фільмів жахів, США) | Номінація | Angel Heart                                                             |
| 1989 | Золотий Глобус                                                                   | Номінація | Mississippi Burning (найкращий режисер, найкраща кінострічка)           |
| 1989 | Приз Американської гільдії режисерів (США)                                       | Номінація | Mississippi Burning (за видатні режисерські досягнення у кінематографі) |
| 1989 | Премія Давід ді Донателло                                                        | Номінація | Mississippi Burning (найкращий іноземний фільм)                         |
| 1989 | Золотий Ведмідь (Берлін)                                                         | Номінація | Mississippi Burning                                                     |
| 1989 | Оскар                                                                            | Номінація | Mississippi Burning (найкращий режисер)                                 |
| 1990 | Пальмова гілка (приз Каннського кінофестивалю)                                   | Номінація | Come See the Paradise                                                   |
| 1990 | BAFTA                                                                            | Номінація | Mississippi Burning (найкраща режисерська робота)                       |
| 1991 | Нагорода «Найкращий режисер»                                                     | Перемога  | The Commitments                                                         |
| 1991 | Гран-прі Токіо                                                                   | Номінація | The Commitments                                                         |
| 1992 | BAFTA                                                                            | Перемога  | The Commitments (найкращий режисер)                                     |
| 1992 | BAFTA                                                                            | Перемога  | The Commitments (найкраща кінострічка)                                  |
| 1992 | Нагорода Лондонського кола кінокритиків                                          | Перемога  | The Commitments (британський режисер року)                              |
| 1994 | Гран-прі Токіо                                                                   | Номінація | The Road to Wellville                                                   |
| 1997 | Премія «Золотий супутник»                                                        | Перемога  | Evita (найкраща кінострічка)                                            |
| 1997 | Європейська Срібна стрічка                                                       | Перемога  | Evita                                                                   |
| 1997 | Срібна стрічка                                                                   | Номінація | Evita (найкращий європейський режисер)                                  |
| 1997 | Золотий глобус                                                                   | Номінація | Evita (найкращий режисер, найкраща кінострічка)                         |
| 1997 | BAFTA                                                                            | Номінація | Evita (найкращий сценарій)                                              |
| 2000 | Премія Міжнародного кінофестивалю у Карлових Варах                               | Перемога  | Angela's Ashes                                                          |
| 2003 | Золотий Ведмідь (Берлін)                                                         | Номінація | The Life of David Gale                                                  |

## Фільми
- Our Cissy (Наша Сіссі) (короткометражний фільм, 1974)
- Footsteps (Кроки) (короткометражний фільм, 1974)
- The Evacuees (Евакуйовані) (телевізійний фільм, 1975)
- Bugsy Malone (Багсі Мелон) (1976)
- No Hard Feelings (Без важких відчуттів) (телевізійний фільм, 1976)
- 1978 : «Опівнічний експрес» / (Midnight Express)
- Fame (Слава) (1980)
- Shoot the Moon (Підстрель Місяць) (1982)
- Pink Floyd The Wall (Пінк Флойд: Стіна) (1982)
- 1984 : «Пташка» / (Birdy)
- Angel Heart (Янгольське серце) (1987)
- Mississippi Burning (Міссісіпі у вогні) (1988)
- Renegade MTV Special (телевізійний фільм, 1990)
- Come See the Paradise (Приходь дивитися на рай) (1990)
- The Commitments (Обов'язки) (1991)
- The Road to Wellville (Дорога на Веллвіл) (1994)
- Evita (Евіта) (1996)
- Angela's Ashes (Прах Анжели) (1999)
- The Life of David Gale (Життя Девіда Ґейла) (2003)